# Gräberfeld Mariupol
Koordinaten: 47° 6′ 31″ N, 37° 36′ 38″ O
Das Gräberfeld Mariupol ist ein neolithisches Gräberfeld bei der ukrainischen Stadt Mariupol am Nordufer des Asowschen Meeres, einem nördlichen Nebenmeer des Schwarzen Meeres. Das Gräberfeld wurde 1930 beim Aufbau des Stahlwerkes "Asowstahl" (russisch: Азовсталь) am linken Flussufer entdeckt und durch den ukrainischen Archäologen Mykola Makarenko ausgegraben.
Die in den Grabhügeln von Mariupol Hügeln begraben Menschen verwendeten Amulette, Figurinen von Stieren, verschiedene Idole.
Es wurden 122 Gräber mit Keramik und anderen Grabbeigaben geborgen. Es fanden sich in großer Zahl bearbeitete Muschelschalen: meist Platten und Abstreifer, einschließlich sichelförmiger Teile. Nach der Interpretation M. Makarenkos dienten vielleicht auch als Zahlungsmittel, als Bestandteile von Leichenbekleidung – möglicherweise an Leichentüchern befestigt (?), als Schutzamulette.
Unter den Funden ragen zwei geschnitzte Stierfiguren hervor. Kleinfunde stammen von Perlenketten, Trachtbestandteilen für die Kleidung, oft gefertigt aus Eberstoßzähnen, auch Spinnwirtel und Webgerätschaften.
Die Verzierung der Keramik ähnelt der in Friedhöfen Dneprgebiet bis zum Don.
Die  anthropologische Untersuchung der Skelette stellt sie in die Nähe der Kaukasier, sie hatten sehr lange Beine und ein „massives“ Skelett, die durchschnittliche Körpergröße lag um 172-174 cm.
Nach den archäologischen Zeugnissen wurde diese Fundstelle der Unteren-Don-Kultur (russisch: Нижнедонская культура) zugeordnet und in die Zeit vor 5100 v. Chr. datiert. Zu dieser Zeit herrschte in der Region am westlichen Asowschen Meer ein arides Klima vor. Aus den Kontakten zur benachbarten Surskij-Kultur ging die Asow-Dnepr-Kultur (russisch: Азово-днепровская культура) hervor (5100–4350 v. Chr.).
Neben den typischen Streckern in Rückenlage enthielt es auch einige Bestattungen des Äneolithikums in Steinkisten in Hockerlage.